# Chiesa della Madonna delle Grazie (Talamone)
La chiesa della Madonna delle Grazie è un edificio religioso situato nei pressi di Talamone, frazione del comune di Orbetello.

## Storia
La chiesa sorse come cappella rurale nel corso del XVII secolo, per consentire la sosta di preghiera ai viaggiatori che giungevano a Talamone attraverso la vicina via Aurelia, che all'epoca correva parallela più a ovest rispetto al tracciato attuale.
In seguito furono costruiti anche altri edifici attigui alla chiesa, originariamente collegati e funzionali ad essa, e trasformati nel corso del tempo in strutture abitative di tipo rurale, con alcune ristrutturazioni e aggiunte posticce che però non hanno intaccato l'originario aspetto dell'edificio religioso che si era venuto a trovare incorporato tra di essi.

## Descrizione

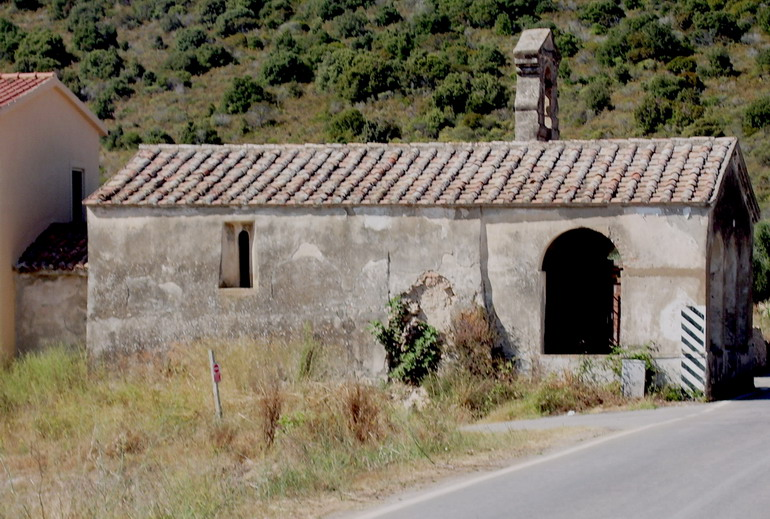
Il fianco sinistro della chiesa

### Posizione
La sua ubicazione è poco fuori del centro abitato, all'interno del Podere Santa Francesca, tra la spiaggia del golfo di Talamone e le propaggini sud-orientali dei monti dell'Uccellina, lungo la strada provinciale 1 di Talamone, che collega la frazione a Fonteblanda e allo svincolo della strada statale 1 Via Aurelia.

### L'esterno
La chiesa della Madonna delle Grazie si affaccia col prospetto anteriore perpendicolarmente al decorso della strada provinciale presso cui sorge. La facciata propriamente detta è preceduta da un porticato con tre ordini di archi di eguale ampiezza, sui quali trova appoggio il frontone sommitale di forma triangolare che delimita nel complesso il pronao: mentre le due arcate laterali poggiano su muri di base, quello centrale è aperto per consentire l'accesso all'interno del porticato, che è completato su ciascun lato da un'altra arcata.
Il porticato nasconde la facciata propriamente detta, col portale d'ingresso centrale ad arco ribassato, affiancato da due finestre laterali che si aprono come monofore ad arco tondo, che in passato consentivano la preghiera anche dall'esterno dell'edificio religioso; un'altra finestra si apre centralmente nella parte superiore della facciata al di sopra del portale. L'area absidale è rimasta addossata esternamente ad un edificio poderale.
La chiesa si caratterizza per la presenza di un campanile a vela che si eleva trovando come base di appoggio la parte anteriore destra del tetto di copertura, in posizione retrograda rispetto alla facciata. Il campanile presenta la cella campanaria che si apre al centro come una piccola monofora ad arco, sovrastata a sua volta nella parte sommitale da un timpano triangolare.

### L'interno
L'interno è ad aula unica, stilisticamente simile alle altre cappelle rurali della zona risalenti a tale periodo, pur essendo riconoscibile, nel complesso, l'influenza prevalente del barocco senese.